# Die sieben Kristallkugeln

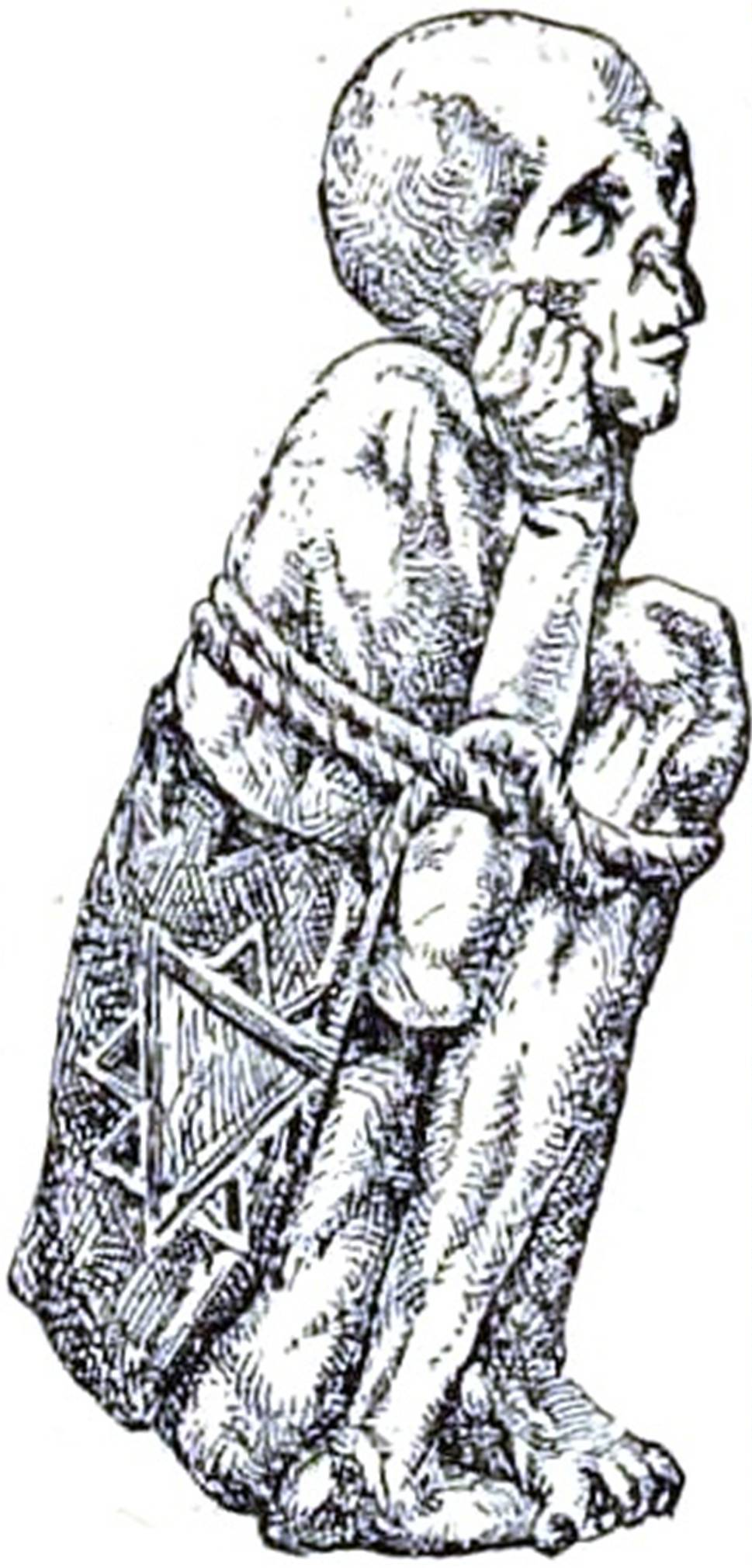
Mumie in der Enzyklopädie Larousse (Inspiration für Rascar Capac)

Die sieben Kristallkugeln (französischer Originaltitel: Les 7 boules de cristal) ist der dreizehnte Band der Reihe Tim und Struppi des belgischen Comiczeichners Hergé.
Diese Geschichte erschien ab dem 16. Dezember 1943 in der Zeitung Le Soir. Da Hergé nach der Befreiung Belgiens von der deutschen Besatzung politische Schwierigkeiten – wegen angeblicher Kollaboration mit dem Feind – hatte, dauerte die Erstveröffentlichung bis 1946.

## Handlung
Eine geheimnisvolle Krankheit befällt sieben westliche Mitglieder einer Expedition, die in den Anden archäologische Ausgrabungen gemacht haben. Dort haben sie das Grab des Inkas Rascar Capac entdeckt. Die Mitglieder der Expedition fallen nacheinander in eine Art Koma und man entdeckt immer zerbrochenes Kristall neben ihren Körpern.

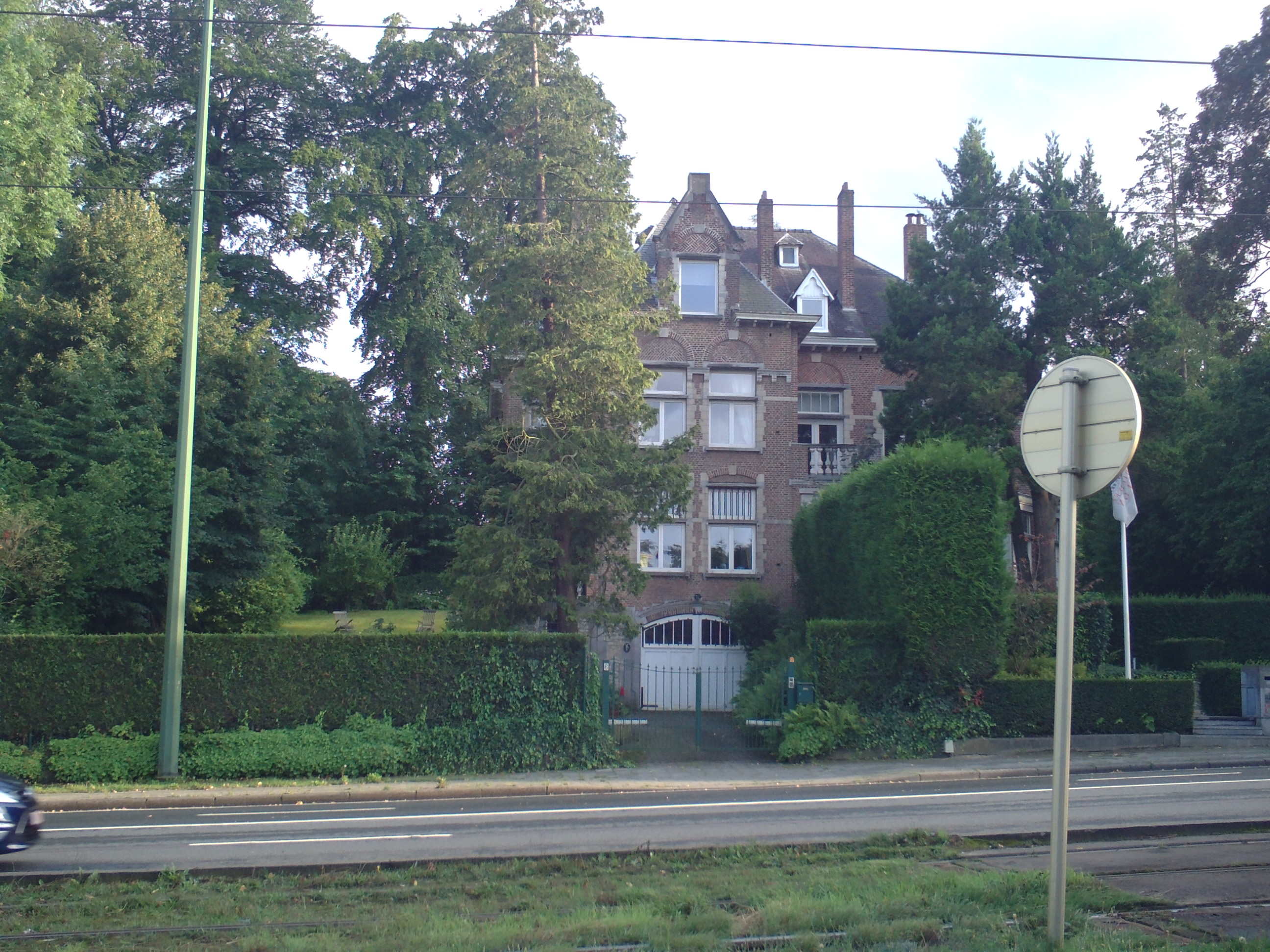
Hergés Vorlage für Prof. Birnbaums Haus. Es befindet sich in der Avenue Delleur 6, Brüssel und ist nur wenige Meter von Hergés damaligem Wohnhaus entfernt.

Am Anfang der Geschichte besucht Tim Professor Bienlein und Kapitän Haddock, die zusammen im Schloss Mühlenhof leben, und geht mit Haddock zu einer Varietéveranstaltung. Dort treffen sie General Alcazar wieder, der seine politische Macht verloren hat und seinen Lebensunterhalt als Messerwerfer verdient. Alcazars Assistent ist der Indianer Chiquito. Tim, Kapitän Haddock und Professor Bienlein besuchen den imposanten Professor Hippolytus Birnbaum, einen guten Freund Bienleins, der ebenfalls an dieser Expedition teilgenommen hat. In dessen Haus wird die Mumie Rascar Capacs aufbewahrt. Birnbaums Haus steht unter Polizeischutz und Tim, Kapitän Haddock und Professor Bienlein übernachten in dessen Haus. Nachts dringt ein Kugelblitz in das Haus ein, schlägt in den Glaskasten mit der Mumie ein und diese ist verschwunden. Birnbaum vermutet dahinter eine Prophezeiung, die sich erfüllt hat. Mysteriös ist auch, dass alle Freunde unabhängig voneinander den gleichen Alptraum haben: Die zum Leben erwachte Mumie Rascar Capacs dringt in ihr Zimmer ein und wirft eine Kristallkugel zu Boden. Obwohl das Haus hermetisch abgeriegelt ist, finden Tim und Haddock neben dem Bett Birnbaums ebenfalls Kristallsplitter und dieser fällt ebenfalls in einen wahnhaften Zustand. Anschließend wird Professor Bienlein entführt. Kapitän Haddock und Tim vermuten, dass man den Professor auf den Frachter Pachacamac gebracht hat, welcher in La Rochelle nach Peru abgelegt hat. Vorher hatte ihnen General Alcazar mitgeteilt, dass sein Assistent Chiquito, der Nachfahre der Inka sei, spurlos verschwunden ist. Sie beschließen, den Professor zu befreien und treten mittels eines Flugzeugs die Reise nach Peru an.
Die Geschichte wird in dem Band „Der Sonnentempel“ fortgesetzt.

## Geschichtlicher Hintergrund
Die sieben Kristallkugeln wurde geschrieben und gezeichnet, als sich Belgien während des Zweiten Weltkriegs unter deutscher Besatzung befand. Um Ärger mit den Besatzern zu vermeiden, vermied Hergé politische Stellungnahmen, wie etwa in „Der Blaue Lotos“, „König Ottokars Zepter“ oder „Der Arumbaya-Fetisch“. Die unheilvolle Stimmung, die insbesondere am Anfang des Bandes vermittelt wird, passt dennoch zur schwierigen Zeit in der Mitte des Krieges, als das Leid und die Zahl der Toten rasant zunahmen. Dazu gehört auch die Anspielung auf den Fluch des Pharao am Anfang des Bandes, dem einige der Mitglieder der Expedition von Howard Carter, die das Grab von Tutanchamun entdeckte, angeblich zum Opfer gefallen sein sollen.
Neben Kugelblitzen und seltsamen Prophezeiungen kommen auch düstere Alpträume vor.
Kugelblitze, wie sie insbesondere auf der Titelseite des Albums dargestellt sind, gibt es tatsächlich, sind aber äußerst selten. Ihre Ursache ist unbekannt. Die Alptraumszene, in der die Mumie nachts ins Zimmer steigt, gab es in ähnlicher Form in der frühen Version von „Der Arumbaya-Fetisch“. Diese wurde aber später entfernt.
Lange Zeit wurde angenommen, dass eine Mumie, die im Museum Cinquantenaire in Brüssel ausgestellt ist, als Inspirationsquelle für Rascar Capac gedient hat. Tatsächlich wurde die Figur des Rascar Capac aber durch eine Zeichnung in der französischen Enzyklopädie Larousse inspiriert, auf der eine Mumie aus der Gegend von Chachapoyas im Norden Perus abgebildet ist. Diese ist im Musée de l’Homme in Paris ausgestellt.
Hergé, der in diesen beiden Bänden weiterhin die Realitätstreue seiner Zeichnungen zu perfektionieren sucht, muss dann bei der Sonnenfinsternis im zweiten Teil der Geschichte doch in die Trickkiste greifen. Dies erinnert an die Geschichte von Christoph Columbus, der auf seiner Vierten Reise für den 29. Februar 1504 eine Mondfinsternis voraussagte und dadurch die Ureinwohner beeindruckte.
Nach der alliierten Befreiung Brüssels am 3. September 1944 wurde sämtlichen Redakteuren des Le Soir unterschiedslos die Arbeit verboten. Hergé muss sich dessen bewusst gewesen sein, dass er seine Geschichte in einem von den Nazis beherrschten Medium weiterführte, doch er hatte so entschieden, angeblich für das „Wohl des (belgischen) Volkes“ (nach einem Aufruf Leopolds III.) Hergé wurde viermal verhaftet und musste bedrückende Nächte im Gefängnis verbringen. Es erschien sogar eine Parodie, die Tim als Sympathisant der Nazis darstellte. Tim hatte immer gegen den Faschismus und gegen ungerechte Besatzer gekämpft. Die meisten Tintinologen lehnen es heute entschieden ab, Tim oder Hergé in die Nähe der Nazis zu rücken. „Beide Lager, die Hergé-Verteidiger, wie auch die Hergé-Ankläger, sind gewieft darin, ihren Lesern stets nur die halbe Wahrheit zu kommunizieren“, so Alexander Braun in Nimm das, Adolf! – Zweiter Weltkrieg im Comic.
Die zwei Jahre, in denen Hergé keine neuen Comics veröffentlichen konnte, waren für ihn zwar belastend, immerhin konnte er aber die Kolorierung der meisten der vorangehenden Geschichten abschließen.
Fortgesetzt wird die Geschichte schließlich am 26. September 1946 im neu gegründeten Magazin Tintin. Möglich gemacht hatte das Raymond Leblanc, ein vermögender Widerstandskämpfer. Für das neue Wochenmagazin musste Hergé jede Woche eine Doppelseite abliefern, was ihm eine erhebliche Arbeitsbelastung aufbürdete. Da das neue Magazin in Farbe erschien, sah Hergé keine andere Möglichkeit, als Assistenten mit Arbeiten zu beauftragen – der Beginn der Hergé-Studios.
Auch für seine Zeichnungen der Inkas Südamerikas im zweiten Teil der Geschichte griff Hergé auf umfangreiches Bildmaterial zurück, insbesondere um die farbenprächtigen Gewänder und Riten des untergegangenen Volkes darzustellen. Unter anderem lag ihm eine Ausgabe des National Geographic mit Zeichnungen von Inka-Riten vor.
Nestor sprach: (Der Kapitän ist) „um 10 Jahre gealtert“; ähnlich fühlte sich auch Hergé, nach der langen Unterbrechung, und hatte den Teil nach dem Katalepsie-Anfall und während Haddock im Hausmantel war, eingefügt. „Auf geht`s“, rief Haddock, und so begann auch für Hergé ein neuer Beginn mit Tim und Struppi.

## Trivia
Professor Paul Cantonneau kennt Tim aus „Der geheimnisvolle Stern“.
Die letzte Begegnung mit General Alcazar fand im Album „Der Arumbaya-Fetisch“ in San Theodoros statt.
Bianca Castafiore, welche auf Maria Callas zurückzuführen ist, taucht im Varieté auf.
Der Film „Bomben bei Kilometer 92“ (Pilotfilm der Serie „Alarm für Cobra 11 - Die Autobahnpolizei“) greift diese Geschichte auf, in welcher ein Attentäter sich den Namen „Rascar Capac“ aneignet.